# Pleurotus
Pleurotus is een geslacht van schimmels behorend tot de familie Pleurotaceae. De typesoort is Pleurotus ostreatus.

## Soorten
Volgens Index Fungorum telt het geslacht 203 soorten (peildatum maart 2023):
| Soortnaam                                  | Auteur(s)                                       | Publicatiejaar |
| ------------------------------------------ | ----------------------------------------------- | -------------- |
| Pleurotus abieticola                       | R.H. Petersen & K.W. Hughes                     | 1997           |
| Pleurotus abscondens                       | (Peck) Sacc.                                    | 1887           |
| Pleurotus achilleae                        | Velen.                                          | 1927           |
| Pleurotus agaves                           | Dennis                                          | 1970           |
| Pleurotus albidus                          | (Berk.) Pegler                                  | 1983           |
| Pleurotus albipes                          | Beauseign.                                      | 1926           |
| Pleurotus allochrous                       | (Pers.) Sacc. & Traverso                        | 1911           |
| Pleurotus alocasiae                        | Corner                                          | 1981           |
| Pleurotus alveolus                         | Velen.                                          | 1927           |
| Pleurotus anas                             | Overeem                                         | 1927           |
| Pleurotus anastomosans                     | Rick                                            | 1930           |
| Pleurotus angustatus                       | Sacc.                                           | 1887           |
| Pleurotus arbuticola                       | Pilát                                           | 1935           |
| Pleurotus armeniacus                       | Corner                                          | 1981           |
| Pleurotus arrhenioides                     | Henn. & E. Nyman                                | 1899           |
| Pleurotus aureovillosus                    | Corner                                          | 1981           |
| Pleurotus australis                        | Sacc.                                           | 1891           |
| Pleurotus badius                           | (Murrill) Murrill                               | 1916           |
| Pleurotus bajocalifornicus                 | Esteve-Rav., G. Moreno & N. Ayala               | 1993           |
| Pleurotus berberidicola                    | (Speg.) Sacc.                                   | 1891           |
| Pleurotus bipindiensis                     | Henn.                                           | 1901           |
| Pleurotus bourdotii                        | (Quél.) Sacc. & Traverso                        | 1911           |
| Pleurotus caespitosoterrestris             | (Henn.) Pilát                                   | 1935           |
| Pleurotus caldwellii                       | A. Mackay                                       | 1905           |
| Pleurotus calyptratus (Grauwe oesterzwam)  | (Lindblad ex Fr.) Sacc.                         | 1887           |
| Pleurotus camerunensis                     | Henn. ex Sacc. & P. Syd.                        | 1899           |
| Pleurotus chrysorrhizus                    | Corner                                          | 1981           |
| Pleurotus cinerascens                      | Velen.                                          | 1927           |
| Pleurotus citrinopileatus                  | Singer                                          | 1943           |
| Pleurotus colae                            | Massee                                          | 1912           |
| Pleurotus colensoi                         | Berk. ex Massee                                 | 1899           |
| Pleurotus columbinus                       | Quél.                                           | 1881           |
| Pleurotus compactus                        | Herp.                                           | 1912           |
| Pleurotus concha                           | (Hoffm.) Sacc. & Traverso                       | 1910           |
| Pleurotus convivarum                       | (Dunal ex De Seynes) Lagarde                    | 1901           |
| Pleurotus cornucopiae (Trechteroesterzwam) | (Paulet) Quél.                                  | 1885           |
| Pleurotus craspedius                       | (Fr.) Gillet                                    | 1876           |
| Pleurotus cretaceus                        | Massee                                          | 1899           |
| Pleurotus cucullatus                       | (Bres.) Bres.                                   | 1920           |
| Pleurotus cyatheae                         | S. Ito & S. Imai                                | 1939           |
| Pleurotus cyatheicola                      | Corner                                          | 1981           |
| Pleurotus cystidifer                       | Velen.                                          | 1927           |
| Pleurotus cystidiosus                      | O.K. Mill.                                      | 1969           |
| Pleurotus decipiens                        | Corner                                          | 1981           |
| Pleurotus diabasicus                       | Velen.                                          | 1920           |
| Pleurotus diffractus                       | Pilát                                           | 1941           |
| Pleurotus djamor                           | (Rumph. ex Fr.) Boedijn                         | 1959           |
| Pleurotus dracaenae                        | Torrend                                         | 1909           |
| Pleurotus dryinus (Schubbige oesterzwam)   | (Pers.) P. Kumm.                                | 1871           |
| Pleurotus elegantissimus                   | Speg.                                           | 1922           |
| Pleurotus eleutherophyllus                 | (Lév.) Sacc. & Trotter                          | 1912           |
| Pleurotus eous                             | (Berk.) Sacc.                                   | 1887           |
| Pleurotus epilobii                         | Velen.                                          | 1930           |
| Pleurotus eremita                          | Maire                                           | 1931           |
| Pleurotus eryngii (Kruisdisteloesterzwam)  | (DC.) Quél.                                     | 1872           |
| Pleurotus eugeniae                         | (Earle) Sacc. & Traverso                        | 1911           |
| Pleurotus euosmus                          | (Berk.) Sacc.                                   | 1887           |
| Pleurotus excavatus                        | Sacc.                                           | 1887           |
| Pleurotus fagineus                         | Velen.                                          | 1927           |
| Pleurotus favoloides                       | Singer                                          | 1989           |
| Pleurotus ferulaginis                      | Zervakis, Venturella & Cattar.                  | 2014           |
| Pleurotus flabellatus                      | Sacc.                                           | 1887           |
| Pleurotus flexilis                         | S.T. Chang & X.L. Mao                           | 1995           |
| Pleurotus floridanus                       | Singer                                          | 1948           |
| Pleurotus fuligineocinereus                | (Britzelm.) Sacc. & Trotter                     | 1912           |
| Pleurotus fuscosquamulosus                 | D.A. Reid & Eicker                              | 1998           |
| Pleurotus geesterani                       | Singer                                          | 1962           |
| Pleurotus gelatinosus                      | Petch                                           | 1924           |
| Pleurotus giganteus                        | (Berk.) Karun. & K.D. Hyde                      | 2011           |
| Pleurotus guaraniticus                     | Speg.                                           | 1922           |
| Pleurotus gussonei                         | (Scalia) Bres.                                  | 1920           |
| Pleurotus gypseus                          | Velen.                                          | 1920           |
| Pleurotus herbarum                         | Velen.                                          | 1927           |
| Pleurotus heteropus                        | (Speg.) Speg.                                   | 1887           |
| Pleurotus hollandianus                     | Sumst.                                          | 1906           |
| Pleurotus hortensis                        | Velen.                                          | 1926           |
| Pleurotus hyacinthus                       | Corner                                          | 1981           |
| Pleurotus hygrophanus                      | (Earle) Sacc. & Traverso                        | 1911           |
| Pleurotus ilgazicus                        | Pilát                                           | 1933           |
| Pleurotus imbricatus                       | (Earle) Sacc. & Traverso                        | 1911           |
| Pleurotus immersus                         | Velen.                                          | 1939           |
| Pleurotus importatus                       | Henn.                                           | 1897           |
| Pleurotus incarnatus                       | Hongo                                           | 1973           |
| Pleurotus inconspicuus                     | Massee                                          | 1892           |
| Pleurotus inornatus                        | Speg.                                           | 1918           |
| Pleurotus insidiosus                       | (Sacc.) Y.S. Chang & Kantvilas                  | 1993           |
| Pleurotus juniperi                         | Velen.                                          | 1927           |
| Pleurotus kabulensis                       | (Singer) Batyrova                               | 1985           |
| Pleurotus kotlabae                         | Pilát                                           | 1953           |
| Pleurotus kudrnae                          | Velen.                                          | 1927           |
| Pleurotus lagotis                          | (Berk. & M.A. Curtis) Sacc.                     | 1887           |
| Pleurotus lampas                           | (Berk.) Sacc.                                   | 1887           |
| Pleurotus lampyrinus                       | Pat.                                            | 1915           |
| Pleurotus langei                           | Pilát                                           | 1935           |
| Pleurotus laricinus                        | Velen.                                          | 1947           |
| Pleurotus lazoi                            | Donoso                                          | 1981           |
| Pleurotus lichenicola                      | Speg.                                           | 1889           |
| Pleurotus lilaceilentus                    | Corner                                          | 1981           |
| Pleurotus lindquistii                      | Singer                                          | 1960           |
| Pleurotus lobatus                          | Henn. & E. Nyman                                | 1899           |
| Pleurotus luctuosus                        | Corner                                          | 1981           |
| Pleurotus luminosus                        | Beeli                                           | 1922           |
| Pleurotus luteoalbus                       | Beeli                                           | 1928           |
| Pleurotus luteosaturatus                   | (Malençon) P.-A. Moreau                         | 2009           |
| Pleurotus macilentus                       | Massee                                          | 1901           |
| Pleurotus magnificus                       | Rick                                            | 1906           |
| Pleurotus malleeanus                       | Cleland                                         | 1933           |
| Pleurotus membranaceus                     | Massee                                          | 1901           |
| Pleurotus mexicanus                        | Guzmán                                          | 1974           |
| Pleurotus meyeri-herrmannii                | Henn.                                           | 1900           |
| Pleurotus michailowskojensis               | (Henn.) Pilát                                   | 1935           |
| Pleurotus microleucus                      | Singer                                          | 1978           |
| Pleurotus microspermus                     | Speg.                                           | 1889           |
| Pleurotus minor                            | Sosin                                           | 1960           |
| Pleurotus minutoniger                      | Lloyd                                           | 1925           |
| Pleurotus musae                            | Corner                                          | 1981           |
| Pleurotus mutabilis                        | Killerm.                                        | 1933           |
| Pleurotus neapolitanus                     | (Pers.) Singer                                  | 1943           |
| Pleurotus nebrodensis                      | (Inzenga) Quél.                                 | 1886           |
| Pleurotus nemecii                          | Pilát                                           | 1933           |
| Pleurotus nepalensis                       | Corner                                          | 1955           |
| Pleurotus nitidus                          | Har. Takah. & Taneyama                          | 2016           |
| Pleurotus novae-zelandiae                  | (Berk.) Sacc.                                   | 1887           |
| Pleurotus olivascens                       | Corner                                          | 1981           |
| Pleurotus omnivagus                        | Corner                                          | 1981           |
| Pleurotus opuntiae                         | (Durieu & Lév.) Sacc.                           | 1887           |
| Pleurotus oregonensis                      | (Murrill) Murrill                               | 1912           |
| Pleurotus orizabensis                      | (Murrill) Sacc. & Trotter                       | 1925           |
| Pleurotus ostreatoroseus                   | Singer                                          | 1961           |
| Pleurotus ostreatus (Gewone oesterzwam)    | (Jacq.) P. Kumm.                                | 1871           |
| Pleurotus palmicola                        | Beeli                                           | 1938           |
| Pleurotus parsonsiae                       | G. Stev.                                        | 1964           |
| Pleurotus penangensis                      | Corner                                          | 1981           |
| Pleurotus pinsitiformis                    | Pilát                                           | 1935           |
| Pleurotus platypus                         | Sacc.                                           | 1891           |
| Pleurotus polyphemus                       | Sacc.                                           | 1891           |
| Pleurotus pometi                           | (Fr.) Quél.                                     | 1872           |
| Pleurotus pop-ivanensis                    | Pilát                                           | 1935           |
| Pleurotus populinus                        | O. Hilber & O.K. Mill.                          | 1993           |
| Pleurotus populneus                        | Velen.                                          | 1931           |
| Pleurotus problematicus                    | Corner                                          | 1981           |
| Pleurotus proselyta                        | E.H.L. Krause                                   | 1928           |
| Pleurotus pseudosepticus                   | Hruby                                           | 1930           |
| Pleurotus pseudotremens                    | Pilát                                           | 1935           |
| Pleurotus pubescens                        | Peck                                            | 1891           |
| Pleurotus pulchellus                       | S. Imai                                         | 1939           |
| Pleurotus pulmonarius (Bleke oesterzwam)   | (Fr.) Quél.                                     | 1872           |
| Pleurotus purpureo-olivaceus               | (G. Stev.) Segedin, P.K. Buchanan & J.P. Wilkie | 1995           |
| Pleurotus pusillus                         | Speg.                                           | 1909           |
| Pleurotus puttemansii                      | Henn.                                           | 1908           |
| Pleurotus radicosus                        | Pat.                                            | 1917           |
| Pleurotus ramosii                          | Bres.                                           | 1926           |
| Pleurotus resinaceus                       | Bres.                                           | 1920           |
| Pleurotus rickii                           | Bres.                                           | 1920           |
| Pleurotus romellianus                      | Pilát                                           | 1935           |
| Pleurotus rosarum                          | Velen.                                          | 1927           |
| Pleurotus rubi                             | Velen.                                          | 1939           |
| Pleurotus sambucinus                       | Velen.                                          | 1920           |
| Pleurotus samoensis                        | Henn.                                           | 1896           |
| Pleurotus sarasinii                        | Henn.                                           | 1899           |
| Pleurotus schwabeanus                      | Henn.                                           | 1897           |
| Pleurotus serotinoides                     | (Peck) Sacc.                                    | 1887           |
| Pleurotus similis                          | Peck                                            | 1901           |
| Pleurotus smithii                          | Guzmán                                          | 1975           |
| Pleurotus soyauxii                         | Henn.                                           | 1891           |
| Pleurotus spadiceus                        | P. Karst.                                       | 1904           |
| Pleurotus squamuliformis                   | Velen.                                          | 1939           |
| Pleurotus staringii                        | Oudem.                                          | 1881           |
| Pleurotus stella                           | Pat.                                            | 1915           |
| Pleurotus suballiaceus                     | (Murrill) Murrill                               | 1943           |
| Pleurotus subareolatus                     | Peck                                            | 1887           |
| Pleurotus subbarbatulus                    | (Murrill) Sacc. & Trotter                       | 1925           |
| Pleurotus subglaber                        | (Lloyd) Singer                                  | 1951           |
| Pleurotus subhaedinus                      | (Murrill) Murrill                               | 1916           |
| Pleurotus submembranaceus                  | (Berk.) Pegler                                  | 1988           |
| Pleurotus submitis                         | Speg.                                           | 1889           |
| Pleurotus submutilus                       | Speg.                                           | 1889           |
| Pleurotus subostreatus                     | Cleland & Cheel                                 | 1919           |
| Pleurotus subsapidus                       | (Murrill) Murrill                               | 1912           |
| Pleurotus subsepticus                      | Henn.                                           | 1908           |
| Pleurotus subulatus                        | Henn. & E. Nyman                                | 1899           |
| Pleurotus subviolaceus                     | Corner                                          | 1981           |
| Pleurotus sulciceps                        | (Cooke & Massee) Sacc.                          | 1891           |
| Pleurotus sutherlandii                     | Singer                                          | 1952           |
| Pleurotus tahitensis                       | Pat.                                            | 1906           |
| Pleurotus terrestris                       | Peck                                            | 1907           |
| Pleurotus thuidii                          | Velen.                                          | 1927           |
| Pleurotus tjibodensis                      | Henn.                                           | 1899           |
| Pleurotus togoensis                        | Henn.                                           | 1897           |
| Pleurotus tomentosulus                     | (Peck) Sacc.                                    | 1891           |
| Pleurotus tremelliformis                   | (Murrill) Murrill                               | 1916           |
| Pleurotus tuber-regium                     | (Fr.) Singer                                    | 1951           |
| Pleurotus tuoliensis                       | (C.J. Mou) M.R. Zhao & Jin X. Zhang             | 2016           |
| Pleurotus umbonatus                        | Peck                                            | 1905           |
| Pleurotus velatus                          | Segedin, P.K. Buchanan & J.P. Wilkie            | 1995           |
| Pleurotus venosus                          | Killerm.                                        | 1933           |
| Pleurotus viaticus                         | Velen.                                          | 1920           |
| Pleurotus violaceocinerascens              | Henn.                                           | 1901           |
| Pleurotus viscidulus                       | (Berk. & Broome) Cleland                        | 1934           |
| Pleurotus viscidus                         | Harmaja                                         | 1978           |
| Pleurotus viticola                         | (Murrill) Murrill                               | 1940           |
| Pleurotus yuccae                           | Maire                                           | 1919           |
| Pleurotus zimmermannii                     | (Eichelb.) Sacc. & Trotter                      | 1912           |